# Gran Muralla BOSS
La Gran Muralla BOSS és un complex de supercúmuls que es va identificar, a principis del 2016, utilitzant el Baryon Oscillation Spectroscopic Survey (BOSS) de l'Sloan Digital Sky Survey (SDSS), Va ser descobert per un equip de recerca de diverses institucions format per Hiedi Lietzen, Elmo Tempel, Lauri Juhan Liivamägi, Antonio Montero-Dorta, Maret Einasto, Alina Streblyanska, Claudia Maraston, José Alberto Rubiño-Martín i Enn Saar. La BOSS és una de les superestructures més grans de l'univers observable.
El gran complex té un desplaçament cap al roig mitjà de z ~ 0,47 (z vegades la longitud Hubble ≈ 6800 milions d'anys llum). Consta de dos supercúmuls allargats, dos grans supercúmuls i diversos supercúmuls més petits. Els supercúmuls allargats formen parets galàctiques, la més gran de les dues amb un diàmetre de 186/h Mpc (A a la figura); la segona paret és de 173/h Mpc (supercúmul B). Els altres dos supercúmuls principals són moderadament grans, amb diàmetres de 91/h Mpc i 64/h Mpc (supercúmuls D i C, respectivament).
La superestructura té aproximadament mil milions d'anys llum de diàmetre i té una massa total aproximadament igual a 10.000 vegades la galàxia de la Via Làctia. Conté almenys 830 galàxies visibles (representades a la figura dins dels seus respectius supercúmuls), així com moltes altres que no són visibles (galàxies fosques). Els investigadors van utilitzar funcionals de Minkowski per verificar la forma i la mida generals de l'estructura; els tres primers quantificant el gruix, l'amplada i la longitud seguits del quart que determina la curvatura general de l'estructura. L'equip de recerca va comparar les lluminositats i les masses estel·lars de la superestructura amb les conegudes galàxies de massa estel·lar dins del 7è llançament de dades del SDSS, DR7. Això va permetre a l'equip escalar les dades utilitzant valors coneguts, procedents de supercúmuls locals, per determinar la morfologia general de la Gran Muralla de BOSS. Actualment es debat entre els astrònoms si la Gran Muralla de BOSS és l'estructura més gran de l'univers, a causa de les complexitats de la seva forma i la seva mida global. La qüestió de si el complex de supercúmuls està movent-se o separant-se lentament per l'univers en expansió és un factor clau per a aquesta discussió. Tot i això, si es comparen amb altres estructures de cadena, com ara la Gran Barrera Sloan, els supercúmuls de la Gran Barrera BOSS són molt més rics i contenen galàxies de massa estel·lar més denses i altes. El descobriment del BOSS, i les dades que s'obtenen, haurien de resultar molt beneficiosos per als astrònoms que estudien l'estructura general de la xarxa còsmica.